# Оскорбление чувств китайского народа

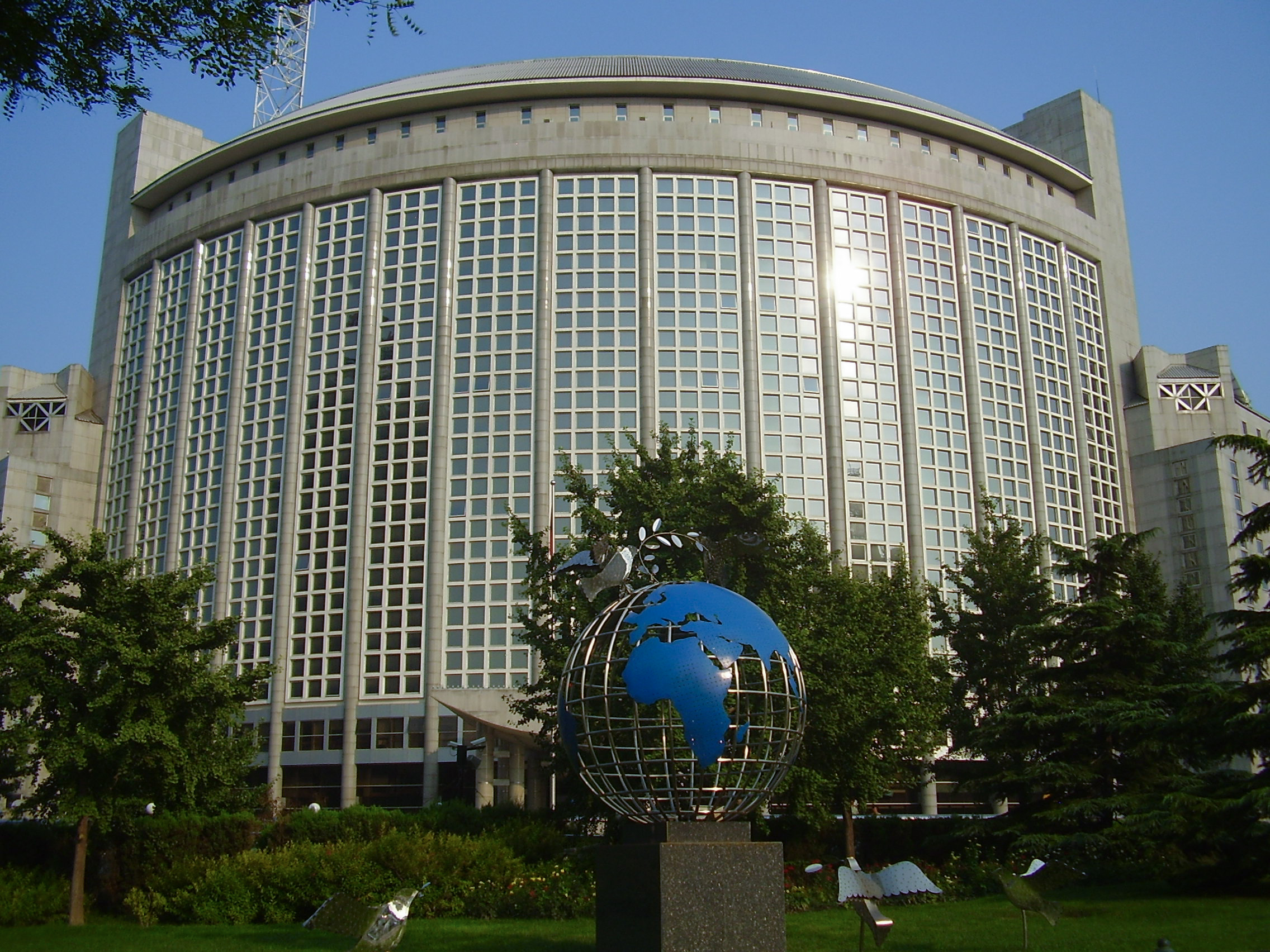
Министерство иностранных дел Китайской Народной Республики

«Оскорбление чувств китайского народа» (кит. упр. 伤害中国人民的感情) — популярная фраза политического характера, которая используется Министерством иностранных дел Китайской Народной Республики, а также китайскими государственными СМИ («Жэньминь жибао», «China Daily», «Синьхуа», «Хуаньцю шибао»), чтобы выразить недовольство или осудить действия человека, организаций или государств, интерпретируемые как неодобрительное отношение к правительству Китая, посредством принятия позиции argumentum ad populum. Также существуют альтернативные формы высказывания — такие, как «оскорбить чувства 1,3 миллиарда людей» (кит. упр. 伤害13亿人民感情) и «оскорбить чувства китайской расы» (кит. упр. 伤害中华民族的感情).

## Происхождение
Фраза впервые появилась в 1959 году в газете «Жэньминь жибао», где была использована для критики Индии в связи с территориальным спором. В последующие десятилетия китайское правительство активно использовало эту фразу, чтобы выражать своё недовольство посредством различных официальных каналов связи с народом. Обвинению в «оскорблении чувств китайского народа» также подвергались правительства государств и международные организации, компании по производству автомобилей и знаменитости.

## Анализ

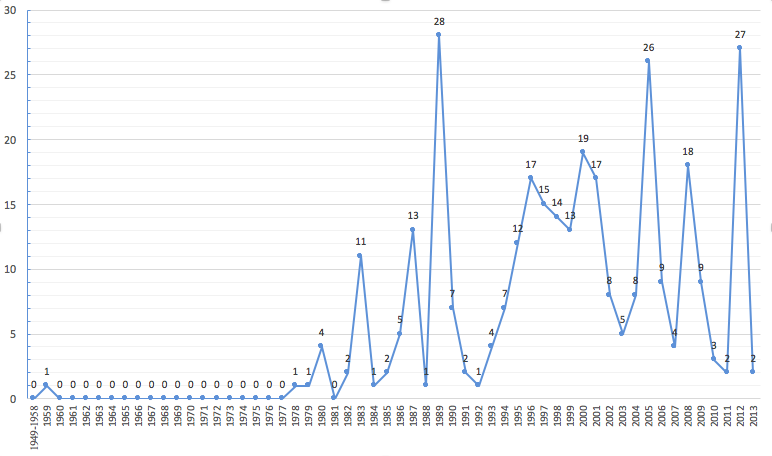
Частота, с которой фраза употреблялась в статьях газеты «Жэньминь жибао» каждый год

Дэвид Бандурски провёл исследование, которое было частью китайского медиа-проекта в Гонконгском университете. Он нашёл 143 упоминания фразы из публикаций газеты «Жэньминь жибао» с 1959 по 2015 гг. В ходе исследования было выявлено, что Япония упоминается чаще всего (51 случай), на втором месте США (35 случаев). В числе особых событий, которые вызвали упоминание фразы, 28 были в контексте политического статуса Тайваня, тогда как 12 были употреблены по отношению статуса Тибета.
В декабре 2008-го журнал «Time» опубликовал статью, в которой использовал информацию из неофициального исследования, чтобы проанализировать упоминание фразы в публикациях газеты «Жэньминь жибао», указывая на то, что с 1946 по 2006 год было опубликовано более 100 статей, где были сделаны обвинения в «оскорблении чувств китайского народа». В июне 2015 года газета «Global Times» опубликовала анализ, который заключил, что с 15 мая 1946 по 1 мая 2015 в газете «Жэньминь жибао» было выпущено 237 статей с обвинениями в «оскорблении чувств китайского народа» по отношению к 29 государствам. Среди них 9 статей обвиняли Индию, 16 — Францию, 62 — США и 96 — Японию.
Ван Хунлунь (кит. трад. 汪宏倫), младший научный сотрудник института социологии в центральном научно-исследовательском институте Тайваня, выявил 319 случаев обвинения в «оскорблении чувств китайского народа» в газете «Жэньминь жибао» с 1949 по 2013 гг., основываясь на её базе данных.

## Примеры использования
В отношении США

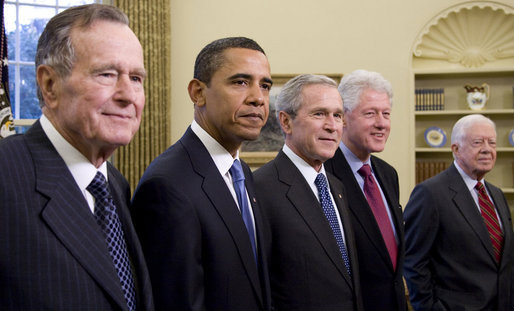
Президенты США, слева направо: Джордж Буш-старший, Барак Обама, Джордж Уокер Буш, Билл Клинтон, Джимми Картер

Президенты Билл Клинтон, Джордж Уокер Буш и Барак Обама были обвинены представителями министерства иностранных дел Китая в «оскорблении чувств китайского народа» в связи с их встречами с Далай-ламой XIV.
В отношении Ватикана
Папа Иоанн Павел II 1 октября 2000 г. канонизировал 120 проповедников и приверженцев, которые погибли в Китае во времена Империи Цин и Китайской республики. В ответ «Жэньминь жибао» высказалась, что этот поступок «весьма оскорбил чувства китайской расы и является серьёзной провокацией для 1,2 миллиарда китайцев». Министерство иностранных дел Китая сделало заявление о том, что Ватикан «серьёзно задел чувства китайского народа и достоинство китайской нации».
В отношении членов Евросоюза
В 2000 году Шведская академия наградила Нобелевской премией по литературе Гао Синцзяня; газета «Жэньминь жибао» написала, что «регрессивные действия» очень сильно «задели чувства китайской расы и это была серьёзная провокация для 1,2 миллиарда китайцев».
Европейский парламент 23 октября 2008 г. наградил Премией имени Сахарова общественного деятеля Ху Цзя. До объявления лауреата Китай оказал сильное давление на Европейский парламент, чтобы Ху Цзя не получил премию. Китайский посол в Европейском союзе Сун Чжэ (кит. упр. 宋哲) написал предупредительное письмо Председателю Европейского парламента, заявляя, что, если Ху Цзя получит премию, это сильно навредит китайско-европейским отношениям и «оскорбит чувства китайского народа».
В отношении Мексики

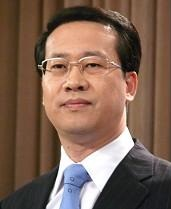
Представитель Министерства иностранных дел Китая Ма Чжаосюй

Мексиканский президент Фелипе Кальдерон 9 сентября 2011 г. встретился с Далай-ламой XIV. На следующий день представитель Министерства иностранных дел Китая Ма Чжаосюй (кит. упр. 马朝旭) сделал официальное заявление о том, что Китай выражает сильное недовольство по этом поводу и что эта встреча «задевает чувства китайского народа».
В отношении Японии
После того, как японское правительство национализировало контроль над тремя частными островами в архипелаге Сенкаку, информационное агентство Синьхуа 15 января 2012 г. заявило, что это «оскорбило чувства 1,3 миллиарда китайцев».
В отношении Канады
После ареста главного финансового директора Huawei Мэна Ваньчжоу (кит. упр. 孟晚舟) в декабре 2018-го информационное агентство «Синьхуа» обвинило Канаду в поддержке американской гегемонии, указав, что это «оскорбляет чувства китайского народа».
В отношении Гонконга
Во время протестов в Гонконге 2019—2020 неизвестный протестующий 3 августа 2019 г. опустил национальный флаг Китая в районе Чимсачёй и бросил его в море. Управление по делам Гонконга и Макао заявило об «экстремистах, которые нарушили закон о национальном флаге Китайской Народной Республики, оскорбляя достоинство страны и народа наигрубейшим образом, безыдейно попирая принципы концепции „Одна страна, две системы“ и значительно оскорбляя чувства китайского народа».
В отношении Австралии
Во время обращения к национальному пресс-клубу Австралии 26 августа 2020 г. заместитель китайского посла в Австралии по имени Ван Синин (кит. упр. 王晰宁) заявил, что совместное предложение Австралии для особо внимательного изучения причин пандемии COVID-19 «оскорбляет чувства китайского народа».